# Aharon Appelfeld
Aharon Appelfeld (en hébreu : אהרן אפלפלד), né Ervin Applefeld le 16 février 1932 à Jadova, près de Czernowitz (alors Cernăuți en Royaume de Roumanie) et mort le 4 janvier 2018 à Petah Tikva en Israël,, est un romancier et poète israélien. Il est considéré comme un des plus importants écrivains israéliens de langue hébraïque de la fin du xxe siècle. Il a reçu de nombreux prix littéraires, dont le prix Israël en 1983 et le prix Médicis étranger en 2004.

## Biographie

### L'enfance et la guerre
Aharon Appelfeld est né le 16 février 1932 en Roumanie de parents juifs assimilés germanophones influents, parlant aussi le ruthène, le français et le roumain. Il vit d'abord une petite enfance heureuse, entre une mère tendre, un père plus lointain, et des séjours à la campagne auprès de ses grands-parents qui lui apprennent le yiddish. Sa mère est tuée en 1940 alors que le régime roumain commence sa politique meurtrière envers les Juifs. Le nord de la Bucovine, dont Czernowitz, est annexé en juin 1940 par l’Union soviétique à la suite du pacte Molotov-Ribbentrop, avant d’être occupé par la coalition germano-roumaine en 1941. Aharon Appelfeld connaît le ghetto, puis la séparation d'avec son père et la déportation dans un camp à la frontière ukrainienne, en Transnistrie, en 1941. Aharon Appelfeld parvient à s'évader à l'automne 1942. Il se cache alors dans les forêts d'Ukraine pendant trois ans, en compagnie de marginaux de toutes sortes. Il trouve refuge pour l'hiver chez des paysans qui lui donnent un abri et de la nourriture contre du travail, mais il est obligé de cacher qu'il est juif. Une atmosphère et des événements qui continueront à l'habiter toute sa vie, comme il l'explique dans Histoire d'une vie : 

« Plus de cinquante ans ont passé depuis la fin de la Seconde Guerre mondiale. Le cœur a beaucoup oublié, principalement des lieux, des dates, des noms de gens, et pourtant je ressens ces jours-là dans tout mon corps. Chaque fois qu'il pleut, qu'il fait froid ou que souffle un vent violent, je suis de nouveau dans le ghetto, dans le camp, ou dans les forêts qui m'ont abrité longtemps. La mémoire, s'avère-t-il, a des racines profondément ancrées dans le corps. Il suffit parfois de l'odeur de la paille pourrie ou du cri d'un oiseau pour me transporter loin et à l'intérieur. »

### La Palestine
En 1945, il est recueilli par l'Armée rouge pendant neuf mois et il traverse ensuite l’Europe des mois durant avec un groupe d’adolescents orphelins, avant d'arriver en Italie d'où, grâce à une association juive, il s’embarque clandestinement en 1946 pour la Palestine. Là, le jeune garçon est pris en charge par l’Alyat Ha-noar (en) (Alya de la jeunesse) — mouvement sioniste fondé en 1933 en Allemagne et dont l'objectif est de sauver de jeunes juifs en les envoyant en Palestine — et se retrouve dans un camp de jeunesse, puis dans une école agricole. Il doit faire ensuite son service militaire en 1949. Il tient épisodiquement pendant ces années un journal qui reflète sa difficulté à se reconstruire. Il se heurte aussi au problème du rapport à la langue : il est en effet passé, sans espoir de retour, de l'allemand et du yiddish, à l'hébreu. 
C'est principalement en recopiant des passages de la Torah qu'il apprend à écrire et parler l'hébreu, alors même que ses parents n'étaient pas religieux. Il a déclaré à propos de l'apport de la Bible, ainsi que de son rapport à l'hébreu : « Ce n'est pas tombé du ciel. Tous les jours j’ai étudié la Bible. C’est la Bible qui m’a donné les outils pour comprendre cette langue. Évidemment, c’est du vieil hébreu et qui possède une vraie beauté. C’est une langue minimale: elle dit le moins pour dire plus. Elle utilise peu de mots. Dire ce qu’on a à dire d’une manière très simple, voilà ce qu’enseigne la Bible. »
En 1957, il retrouve son père qui a lui aussi survécu à la Shoah.  

### Études, diplômes
De 1952 à 1956, il étudie à l'université hébraïque de Jérusalem, où il étudie les littératures yiddish et hébraïque, ainsi que la mystique juive, auprès de Martin Buber, Gershom Scholem, Ernest Simon, Yehezkiel Kaufmann (en) dont il suit les cours, et qui ont, comme lui, une double culture. Ses études dans le département de yiddish lui permettent de renouer avec sa culture d'origine.  

### Le choix de la littérature, et l'enseignement
Sa rencontre avec Samuel Joseph Agnon le convainc que « le passé, même le plus dur, n’est pas une tare ou une honte mais une mine de vie ». À la fin des années 1950, il choisit l'écriture et la littérature et se met à écrire en hébreu, sa « langue maternelle adoptive ». Il enseigne la littérature à l'université Ben Gourion du Néguev de 1979 jusqu'à sa retraite. Homme de gauche, de tout temps ancré dans le Parti travailliste, il voit s'élargir les failles dans la société israélienne et observe avec amertume l'impasse d'un certain sionisme et le rejet du monde arabe qui veut supprimer son pays[réf. souhaitée]. 
En 2005, il reçoit le Prix Nelly-Sachs.

### Vie privée
Il épouse Judith, Juive argentine, et le couple a trois enfants, Meir, Yitzak et Batya. Il meurt le 4 janvier 2018 à l’âge de 85 ans.

## Œuvre
Aharon Appelfeld a écrit plus de quarante livres, principalement des recueils de nouvelles et des romans. De langue maternelle allemande, Il a appris l'hébreu à l'adolescence qu'il appellera sa « langue maternelle adoptive » . L'apprentissage fut ardu (c'était « comme avaler du gravier » dira-t-il), et Appelfeld fera souvent ce cauchemar : « Parfois je me réveille avec l'angoisse que cet hébreu acquis avec tant de peine disparaît. Je veux l'attraper, je ne peux pas[réf. nécessaire]. » Mais parallèlement, la littérature l'a sauvé: « L’écriture m’a arraché aux profondeurs du désespoir. Elle est le fondement sur lequel j’ai reconstruit ma vie. »
La plupart de ses ouvrages concernent la vie de la population juive en Europe avant et pendant la Seconde Guerre mondiale. Il livre à chaque fois un pan de sa propre vie. Ses héros sont des Juifs assimilés. Pour montrer l'écroulement du monde autour de ses personnages il décrit un univers d'inquiétante étrangeté, avec des espaces qui se rétrécissent, des horaires qui se dérèglent, des trains sordides qui roulent dans des paysages indistincts. Il évoque en particulier sa propre expérience de survie dans la forêt de Bukovine, alors qu'il n'était âgé que d'une dizaine d'années. Cette expérience apparaît notamment dans Tsili et dans L'Amour, soudain. Aharon Appelfeld décrit aussi des rescapés incapables de se libérer d’un passé douloureux qui les poursuit, incapables de se forger une vie nouvelle. Il refuse cependant d'être considéré comme un écrivain de la Shoah : « Je ne suis pas un écrivain de l'Holocauste et je n'écris pas sur cela, j'écris sur les hommes juifs[réf. nécessaire]. »
Appelfeld est également l'ami de l'écrivain américain Philip Roth, et il apparaît dans un des romans de ce dernier, Opération Shylock. Pour Roth, l'œuvre d'Appelfeld, par ce qu'elle nous apprend de la nature humaine, s'élève à la hauteur de celles de Franz Kafka et de Bruno Schulz. Les écrivains qui ont influencé Appelfeld sont d'ailleurs Kafka, ainsi que Proust et Tchekhov et, sur le plan stylistique surtout, la Bible.

## Autour d'Appelfeld
Valérie Zenatti est la traductrice des romans d'Appelfeld en français. Elle noue une relation amicale forte avec l'auteur et publie en 2019 un essai sur celle-ci : Dans le faisceau des vivants. La traductrice italienne d'Appelfeld est Elena Loewenthal (it).

## Œuvres
- Fumée, Ashan, (nouvelles), Achshav, 1962
- Dans la vallée fertile, Ba-Gai Ha-Poreh, (nouvelles), Schocken, 1963
- Gel sur la terre, Kfor Al Ha-Aretz, (nouvelles), Massada, 1965
- Au rez-de-chaussée, Be-Komat Ha-Karka, (nouvelles), Daga, 1968
- Les Piliers du fleuve, Adanei Ha-Nahar, (nouvelles), Hakibbutz Hameuchad, 1971
- La Robe et la Peau, Ha-Or Ve-Ha-Kutonet, (roman), Am Oved, 1971
- Comme la prunelle de son œil, Ke-Ishon Ha-Ayin, (nouvelle), Hakibbutz Hameuchad, 1973
- Cent témoins, Ke-Meah Edim, (recueil de nouvelles), Hakibbutz Hameuchad, 1975
- Des années et des heures, Shanim Ve-Shaot, (nouvelles), Hakibbutz Hameuchad, 1975
- Le Temps des prodiges, Tôr hap-pêlaôt, (roman), Hakibbutz Hameuchad, 1978 ; éditions Belfond en 1985 ; réédition Seuil, 2004
- Premiers Essais d'une personne, Masot Be-Guf Rishon, (essais), WZO, 1979
- Badenheim 1939, Badenheim Ir Nofesh, (roman), Hakibbutz Hameuchad, 1979. Tr. fr., Paris, Belfond 1989 ; Paris, Le Seuil, 2004.
- Lumière incandescente, Makot Ha-Or, (roman), Hakibbutz Hameuchad, 1980
- Tsili, Ha-Kutonet Ve-Ha-Pasim, (nouvelle), Hakibbutz Hameuchad, 1983
- En même temps, Be-Et U-Be-Ona Ahat, (roman), Hakibbutz Hameuchad, 1985
- Langue de feu, Ritzpat Esh, Keter, 1988
- Katerina (roman), Keter, Paris, Gallimard, 1989.
- Le Chemin de fer (roman), Mesilot Ha-Shahar, Keter, 1991
- L'Immortel Bartfuss, 1983, Paris, Gallimard, 1983 ; Paris, Le Seuil, 2005.
- Laish, Keter, 1994
- Perdu, Timion, Keter, 1995
- Jusqu'à la lumière de l’aube, Ad She-Ya'ale Amud Ha-Shahar, Keter, 1995
- La Mine de glace, Michreh Ha-Kerah, Keter, 1997
- Tout ce que j’ai aimé, Col Asher Ahavti, Keter, 1999
- Histoire d'une vie, סיפור חיים, Keter, 1999. Tr. fr., Paris, L’Olivier, 2004 – Prix Médicis étranger 2004.
- Floraison sauvage, roman, 2005
- L'Héritage nu, Penser/rêver no 7, Retours sur la question juive (essais), printemps 2005
- L'Amour, soudain, Paris, L'Olivier, 2004.
- La Chambre de Mariana, Paris, L'Olivier, 2008.
- Et la fureur ne s’est pas encore tue, Paris, L'Olivier, 2009[11].
- Le Garçon qui voulait dormir, האיש שלא פסק לישון, Paris, L’Olivier, 2011.
- Les Eaux tumultueuses, Paris, L’Olivier, 2013.
- Mon père et ma mère (2013), Paris, L'Olivier, 2020.
- Adam et Thomas, Paris, L'École des loisirs, 2014.
- Les Partisans, עד חוד הצער, Paris, L'Olivier, 2015.
- De longues nuits d’été, לילות־קיץ ארוכים, Paris, L'École des loisirs, 2017.
- La Couronne de fer, כתר־הברזל, inédit en France, publié en 2016 en Israël.
- Des jours d'une stupéfiante clarté, Paris, L’Olivier, 2018.
- La Stupeur (2017), Paris, L’Olivier, 2022 (ISBN 978-2-8236-1919-5).
- La Ligne (1991), Paris, L'Olivier, 2025.

### Vidéo
- Michèle Tauber, L’écriture d’Aharon Appefeld ou la réincarnation d’une mélodie, 2017, 24 min. Voir en ligne